# Capacités sensorielles chez les humains

## Vision
L’œil humain permet une vision trichromatique, probablement en raison de ses lointaines origines arboricole et frugivore. L'aptitude à distinguer un fruit rouge sur un fond de végétation verte est en effet indispensable pour un animal frugivore. Il a également un champ de vision binoculaire important qui lui permet d'appréhender le monde en trois dimensions, et ainsi de discerner les distances, la profondeur. Cette aptitude est liée sans doute à l'ancien statut de prédateur de l'être humain. On retrouve ainsi cette caractéristique chez de nombreuses espèces prédatrices: félins, canidés, oiseaux de proie...

## Ouïe
Le système auditif constitué par l'oreille capte des sons dont les fréquences s'étalent de 20 à 20 000 hertz. Cette capacité se modifie avec l'âge.

## Capteurs chimiques
Homo sapiens, comme la plupart des vertébrés, est capable de détecter des molécules dans l'air et dans un aliment, grâce à des récepteurs situés respectivement dans les fosses nasales qui captent les odeurs et les arômes (olfaction), et sur les papilles gustatives de la langue, qui captent les saveurs. L'hypothèse de l'existence de phéromones humaines n'est pas exclue, bien que, chez Homo sapiens,  l'organe voméro-nasal ne soit pas considéré comme actif puisqu'il n'est pas nerveusement relié au système nerveux central.